# Humedal del Ajauque y Rambla Salada
El humedal del Ajauque y Rambla Salada es un paisaje protegido de la Región de Murcia.
Tiene una superficie de 1632 hectáreas y pertenece a los municipios de Fortuna, Molina de Segura, Santomera y Abanilla.
Este humedal recoge agua de montes cercanos como el Charco con 246 metros de altura o la Serretilla con 241 metros, a través de una compleja red de drenaje hacia las ramblas de Ajauque y Salada, sin embargo el agua solo circula en casos de lluvia, normalmente escasa, pero que puede ser torrencial por lo que se construyó el embalse de Santomera en 1966 para su regulación hídrica. En algunas zonas surge agua subterránea formándose charcas salinas permanentes, lo que proporciona la existencia de ecosistemas característicos.
Uno de los problemas para su conservación es la rápida extensión del carrizal que está desplazando al saladar y que tiene como consecuencia la disminución de la diversidad vegetal del humedal; lo que podría dar lugar a un extenso carrizal con la total exclusión del resto de especies.